# Nous Citoyens – France
Pour l’article homonyme, voir Nous Citoyens (Allemagne).
Nous Citoyens – France — intitulé Nous Citoyens jusqu'en 2021 — est un parti politique français, fondé en 2013 par l'entrepreneur Denis Payre.
Ce parti estime que la classe politique, du fait de sa « professionnalisation », n'est pas capable de réformer le pays. Il prône une politique social-libérale et ne prend pas position sur la plupart des sujets de société. Alors qu’il considère l'axe gauche-droite dépassé, il est classé « divers droite » par le ministère de l'Intérieur.

## Historique

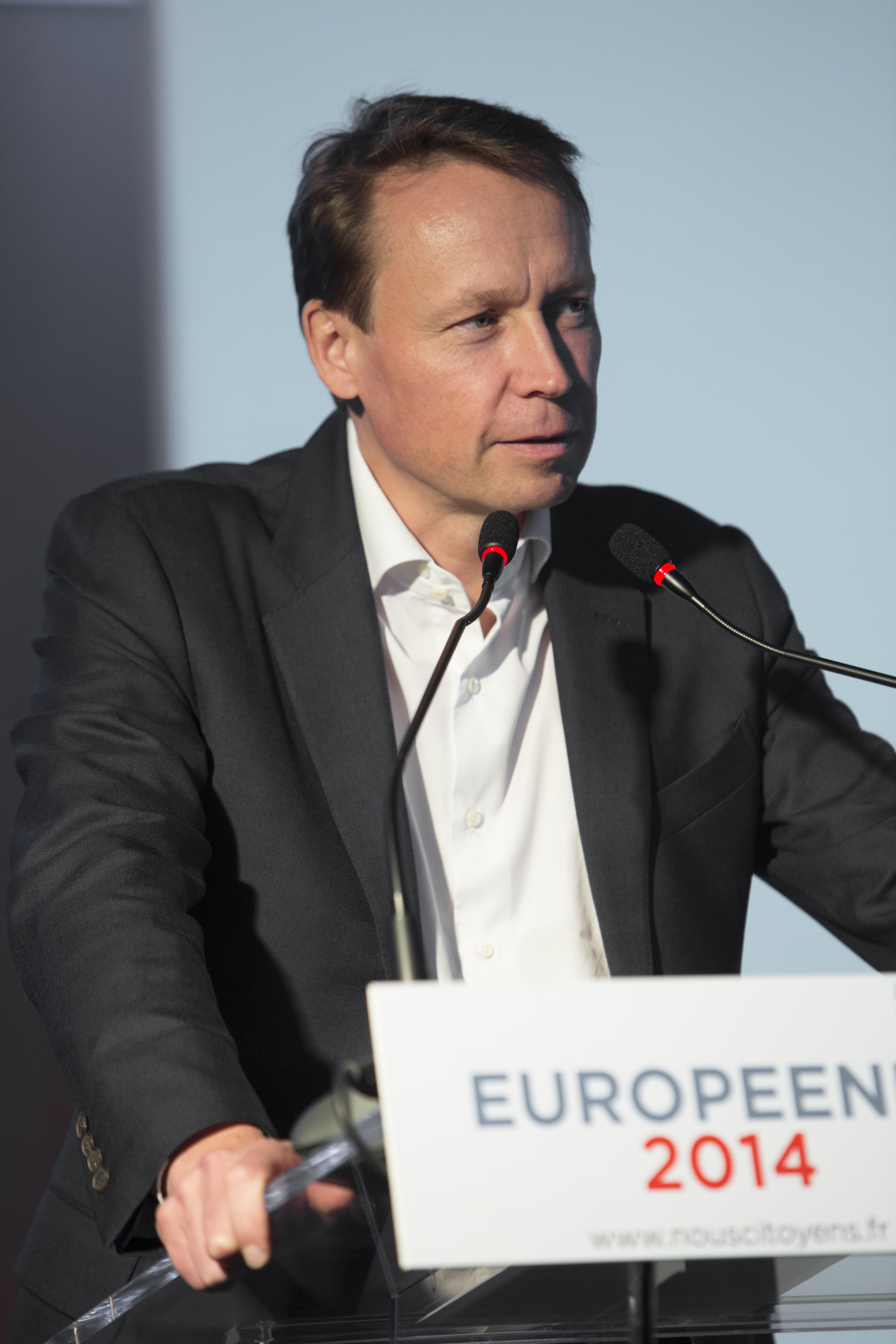
Denis Payre lors du meeting de lancement de la campagne des européennes de 2014.

### Création
Denis Payre fonde Nous Citoyens le 11 juillet 2013. Le nom est choisi en réponse à l'anaphore « Moi président de la République » de François Hollande,. Le mouvement est officiellement lancé le 10 octobre 2013. Le 28 novembre 2013, sur France 2, Denis Payre donne la réplique à Arnaud Montebourg, dans l'émission Des paroles et des actes, et Nous Citoyens présente ses propositions à la presse le 2 décembre suivant.

### Élections municipales de 2014
Nous Citoyens a labellisé 33 listes candidates aux élections municipales de mars 2014. Pour cela, les listes se sont engagées à respecter la charte rédigée par Nous Citoyens. Cette charte impose des critères de transparence, de bonne gestion, de bonne gouvernance et de non-cumul des mandats,.
En avril 2014, Nous Citoyens revendique 8 200 adhérents, ce qui le situerait alors parmi les « dix premiers mouvements politiques français ».

### Élections européennes de 2014
Le 13 février 2014, Nous Citoyens propose à ses adhérents de se porter candidats pour figurer sur la liste de candidature aux élections européennes. Une sélection est ensuite opérée parmi les postulants.
Le 5 avril 2014, Nous Citoyens organise son premier meeting à Paris, qui rassemble 800 personnes. À cette occasion, Nous Citoyens communique sa sélection de têtes de liste. Certaines listes sont communes avec l'association Européens Solidaires.
Nous Citoyens fait partie des 13 partis ou coalitions qui ont été testés lors des sondages précédant l'élection.
Le 25 mai 2014, ses listes obtiennent 1,41 % des suffrages exprimés, se positionnant comme la 9e force politique française pour cette élection avec 266 468 voix,.

### Élections consulaires de 2014
Le mouvement présente deux listes aux élections consulaires de 2014, obtenant les résultats suivants, sans toutefois obtenir de siège:
- Liste Indépendante des Français de Casablanca (circonscription électorale Maroc, 6e circonscription) : 8,8 %
- Union Citoyenne (circonscription électorale Arabie saoudite, 2e circonscription avec le Koweït) : 20,7 %

### Élections locales de 2015
Le mouvement a présenté 20 binômes en France métropolitaine, qui ont obtenu des scores compris entre 2,51 % et 15,97 %, avec un score global de 5,4 % sur l'ensemble des cantons où le parti présentait des candidats.  Seuls les candidats du canton de Saint-Maur 1 (Val de Marne) se sont qualifiés pour le second tour.
Pour les élections régionales de décembre 2015, Nous Citoyens présente des listes dans trois régions : en Nord-Pas-de-Calais-Picardie, en Île-de-France et en Auvergne-Rhône-Alpes[réf. nécessaire].

### Changement de gouvernance

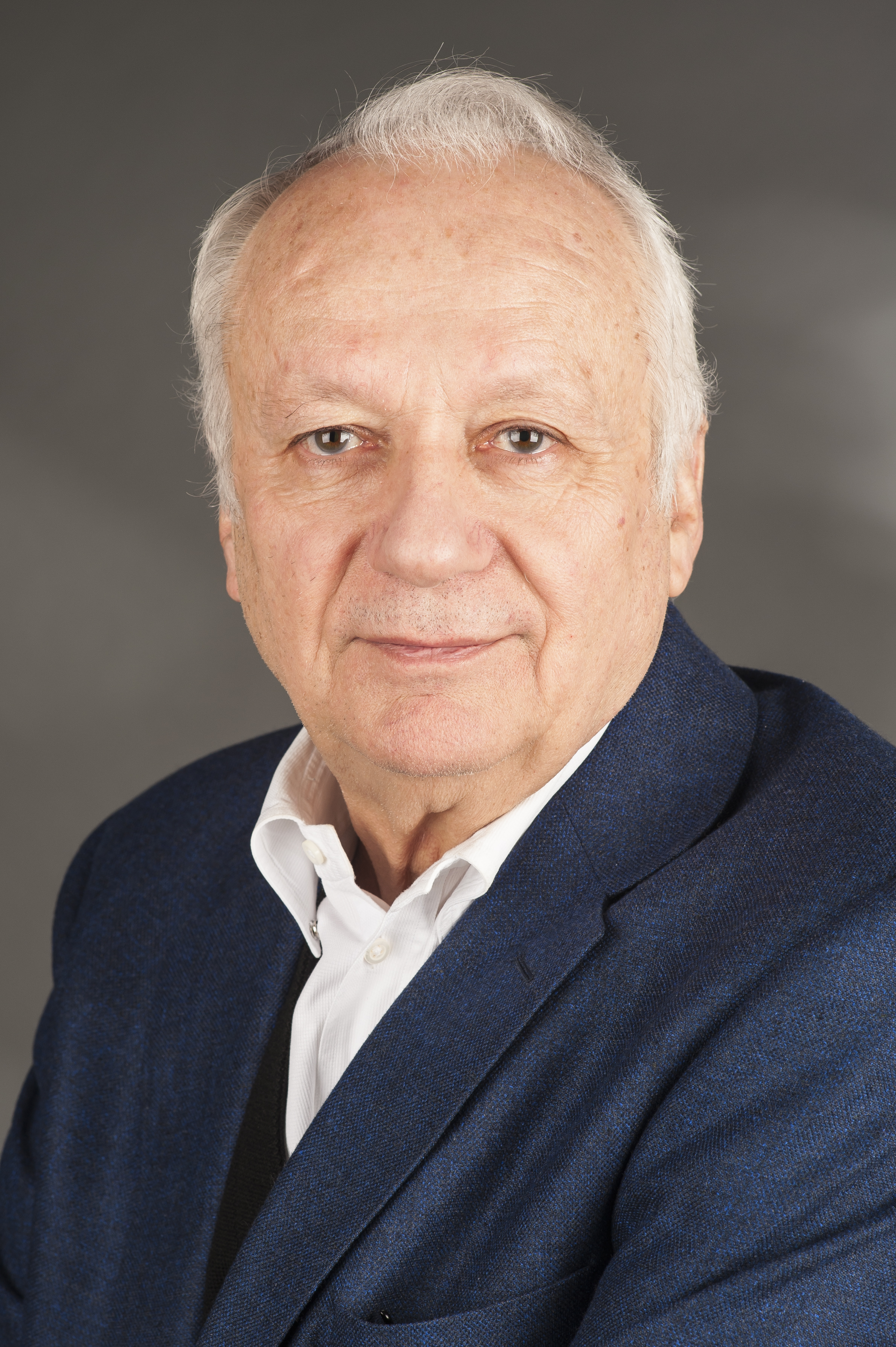
Jean-Marie Cavada, président de Nous Citoyens jusqu'en juin 2015.

En septembre 2014, Jean-Marie Cavada, député européen réélu en 2014 sous l'étiquette UDI/MoDem, remplace Denis Payre à la présidence de Nous Citoyens. Jean-Marie Cavada démissionne de la vice-présidence de l'UDI et du Nouveau Centre,.
Denis Payre devient vice-président du mouvement, tout en menant en parallèle des projets d'entreprenariat social. À l'occasion de cette annonce, le mouvement revendique 12 000 adhérents.
Le 29 juin 2015, Jean-Marie Cavada annonce sa démission de Nous Citoyens, justifiée par des divergences de points de vue sur la gouvernance et le financement du mouvement et en estimant que le parti « n'est pas assez ouvert sur la démocratie », regrettant qu'« il n'y ait pas eu un seul congrès et aucune élection interne depuis son lancement ». Dès lors, une véritable scission se fait au sein du parti. 
Jean-Marie Cavada, deux vice-présidentes Isabelle Bordry et Pascale Lucianni, les délégués régionaux de Bretagne, Aquitaine, Bourgogne, PACA dont Franck Chauvet membre du COMEX, Languedoc-Roussillon, Picardie, Haute-Normandie, Corse, Poitou-Charentes, Champagne-Ardenne, Île-de-France ouest et Paris-Est démissionnent et fondent en août 2015 le mouvement Génération citoyens. 
À la suite de la démission de Jean-Marie Cavada, Denis Payre reprend la présidence de juillet 2015 à janvier 2016. À l'occasion de la première élection à la présidence du mouvement, le candidat Jean-Pierre Gorges présenté et soutenu par Denis Payre se retire, expliquant son choix dans une vidéo.
En janvier 2016, Nicolas Doucerain est élu Président après une campagne nationale de terrain menée pendant plusieurs mois auprès des adhérents d'une dizaine de villes face à deux autres candidats (Anne Lebreton et Gérard Touati). Un nouvel élan souhaite être insufflé au mouvement avec même la proposition d'une VIe république.[réf. nécessaire] Une refonte des statuts est alors opérée. On peut noter que six personnes, appelés membres fondateurs (alors que deux de ces personnes viennent tout juste de rejoindre l'équipe dirigeante), ont la capacité de destituer à tout moment le président et les membres élus en assemblée générale.

### Élections de 2017
Appelés à se prononcer en vue de l'élection présidentielle de 2017, les adhérents de Nous Citoyens décident de ne soutenir aucune candidature et appellent à l’unité citoyenne,. Cependant, quelques membres de la direction rejoindront En marche d'Emmanuel Macron contre l'avis de la majorité de leurs membres.

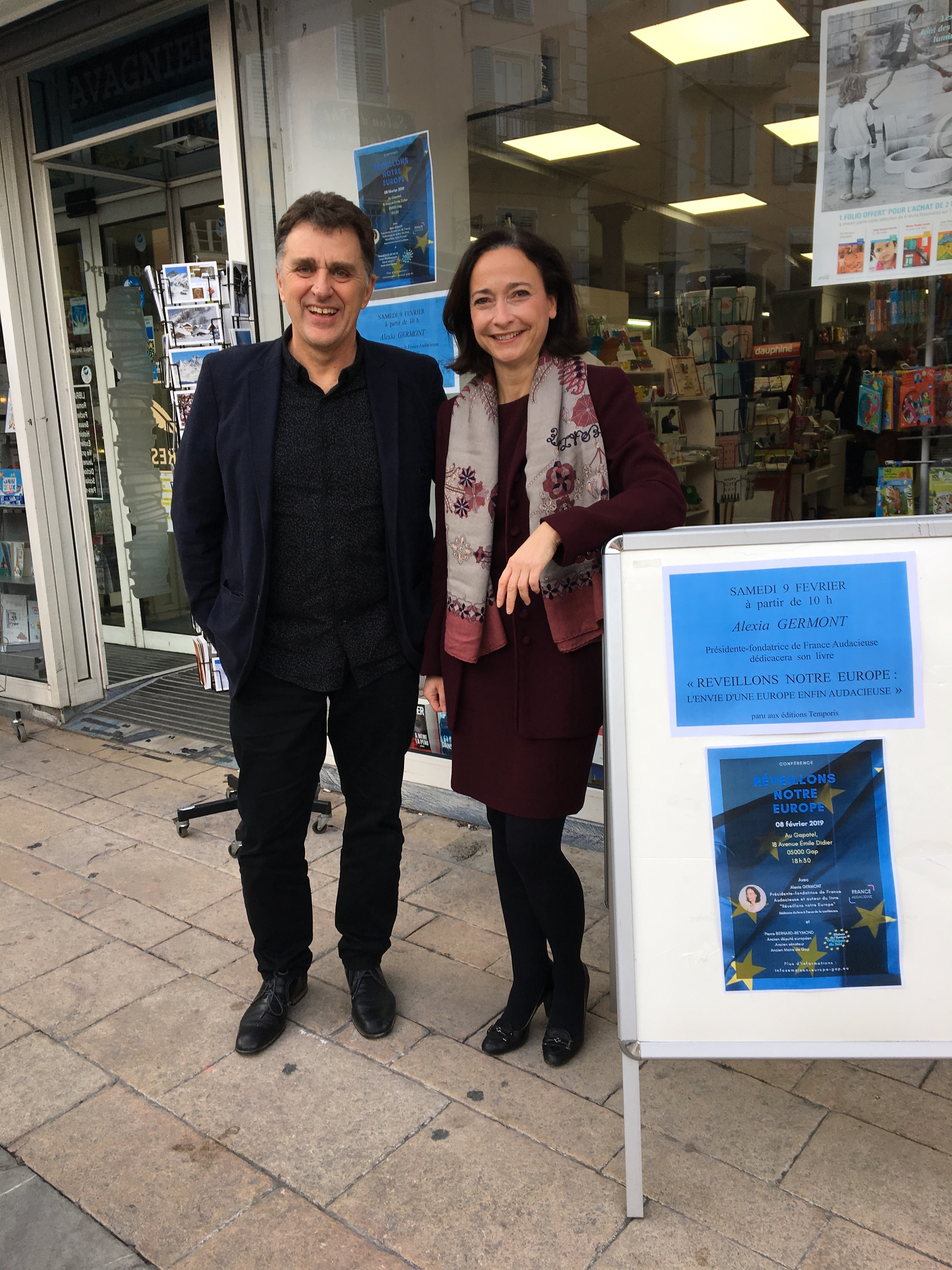
Georges Obninsky et Alexia Germont (en 2019).

Lors des élections législatives de 2017, Nous Citoyens s'allie à Territoires en Mouvement de Jean-Christophe Fromentin,, avec des résultats très faibles.

### Nous Citoyens – France
La dissolution de Nous Citoyens est décidée avec l'idée de créer une nouvelle organisation, Nous Citoyens – France, le 2 mai 2018. Les adhérents élisent à sa tête Thierry de Bénazé.
Le 30 mars 2019, Alexia Germont est élue présidente et Georges Obninsky vice-président ; Thierry de Benazé est désigné par le conseil d'administration deuxième vice-président.
Actuellement (en août 2020), l'association est dirigée par Thierry de Bénazé.

## Fondements idéologiques

### Programme

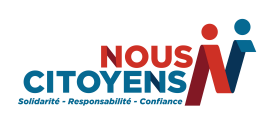
Ancien logo

Le projet du parti est élaboré depuis fin 2013 par les adhérents sur une plate-forme collaborative en ligne. 
Nous Citoyens considère que la classe politique actuelle n'est pas capable de mener les réformes qu'il estime nécessaires pour redresser la situation du pays. Son discours porte notamment sur la nature de la classe politique française, avec des propositions d'ordre institutionnel. Il veut « en finir avec les professionnels de la politique ». En effet, d'après Denis Payre, les personnalités politiques « privilégient leur réélection plutôt que l'intérêt général » et « ne connaissent pas le monde de l'entreprise ». C'est pourquoi Nous Citoyens milite pour que les élus soient issus de la société civile, avec trois mandats exécutifs maximum pour une même personne au cours de sa vie, tandis que l'exercice d'une même fonction de parlementaire ou de responsable d'un exécutif local serait limité à deux mandats consécutifs. Les fonctionnaires devraient démissionner quand ils sont élus à une fonction exécutive. Les députés seraient rémunérés sur la base de leur présence effective en assemblée et soumis à une fiscalité standard, tout en bénéficiant des indemnités chômage et d'une retraite normale,.
Nous Citoyens dénonce le modèle français, qualifié de « dépassé », car l'État y est « omniprésent et inefficace ». Les trois principaux problèmes seraient le niveau des dépenses publiques, des prélèvements obligatoires et de la dette publique. Un plan d'économies de 200 milliards d'euros sur cinq ans serait nécessaire afin que les dépenses publiques françaises soient dans la moyenne de l'Union européenne et que le budget soit en équilibre.
Le mouvement souhaite réformer sans remettre en cause le « modèle social humaniste » de la France. Nous Citoyens préconise de lutter contre la pauvreté et l'exclusion en s'appuyant sur la société civile et notamment en contractualisant certains services avec les acteurs de l'économie sociale et solidaire.
En matière d'emploi, Nous Citoyens propose d'alléger les cotisations sociales sur les bas salaires, de favoriser l'apprentissage, d'alléger et dépénaliser le droit du travail, d'instaurer un contrat de travail unique avec plus de liberté de négociation, d'augmenter de 50 % les indemnités de rupture tout en supprimant le motif de licenciement, de créer un « chèque syndical » pour les salariés, de refondre le dialogue social en y associant des représentants des exclus, de remonter les seuils sociaux, de faire entrer des salariés aux conseils d'administration des entreprises, de rendre obligatoire une formation qualifiante après six mois de chomâge, ou encore de relancer l'entrepreneuriat et l'innovation, au travers d'une refonte de la fiscalité,,.
Nous Citoyens propose une augmentation des heures et des salaires des professeurs et l'autonomie des directeurs ainsi que le développement d'écoles associatives sur le modèle des charters schools américaines. Le parti préconise aussi de renforcer les liens entre l'école et l'entreprise (intervention de professionnels dans les écoles, stages de professeurs en entreprise).

### Classification sur l'échiquier politique
Nous Citoyens se définit comme européen, humaniste et républicain. Le mouvement ne se veut ni de droite, ni de gauche et considère ces notions comme dépassées,. Ainsi, le parti désirait être classé comme « divers » dans la nomenclature du ministère de l'Intérieur. Mais le ministère, « après analyse », attribue la nuance « divers droite » aux listes Nous Citoyens. Pour Le Monde, le parti est « proche des idées de la droite classique : moins de fiscalité, moins de dépenses publiques et incitations à l'entrepreneuriat ».
Lors des municipales de 2014, Le Parisien note que le parti fédère des « déçus de droite » et l'AFP indique qu'à Paris certaines listes sont conduites par « des UDI déçus de l'accord UMP-centre ». Après sa nomination comme président du parti, Jean-Marie Cavada indique que les adhérents viennent principalement de la droite, du centre et des sociaux-démocrates. On peut également noter, parmi les soutiens du mouvement, des personnalités comme Kouider Oukbi, précédemment élu sur une liste divers gauche, ou Jean-Luc Trotignon, précédemment élu du Parti socialiste, ou encore Thierry Sagnier, qui avait soutenu Olivier Falorni aux législatives de 2012 et qui souhaitait la candidature de Maxime Bono aux municipales à La Rochelle en 2014.
Toutefois, certains candidats, comme Franck Chauvet, s'affichent dès 2015 « en dehors des partis traditionnels » et proposent une alternative « qui s'appuie sur la société civile ».
Si le parti ne revendique aucune idéologie,, pour certains observateurs politiques comme Libération il est d'inspiration social-libérale, voire « très libéral[e] » d'après Le Monde ou « clairement libéral[e] » d'après Le Parisien. Pour Bruno de la Palme, journaliste économique au Figaro, Nous Citoyens représente un « libéralisme populaire et citoyen ». D'après Contrepoints, « un grand nombre des propositions de fond [de Nous Citoyens] semblent d'inspiration clairement libérale », à l'exception de celles sur l'Union européenne. Nous Citoyens ne se réfère pas au terme libéral, affirmant défendre « un État fort, et non pas faible comme actuellement, parce que plus concentré sur la régulation au lieu de se disperser dans l'exécution de trop nombreuses tâches ». Toutefois, selon l'hebdomadaire Challenges, Denis Payre « se dit plutôt social-libéral ». Sur la question des prélèvements obligatoires, un des déterminants d'une politique libérale, la volonté du mouvement est de les ramener « au niveau de la moyenne européenne (de 46 % du PIB à 40 %) »,.

## Élus et personnalités

### Conseillers régionaux
- Teaki Dupont, conseillère régionale de Bretagne[57],[58],[59]

### Conseillers municipaux et adjoints au maire
Lors des élections municipales de 2014, les listes labellisées par Nous Citoyens obtiennent 58 élus dans 18 communes. Parmi ces 58 conseillers municipaux, 3 femmes ont été désignées adjointes au maire par leurs pairs :
- Teaki Dupont, première adjointe au maire de Ploemeur[60]
- Geraldine Lardennois, adjointe au maire de Noisy-le-Roi[61]
- Anne Lebreton, adjointe au maire du 4e arrondissement de Paris[62],[NC 9] Démissionnaire

D'autres membres de Nous Citoyens ont été élus lors des municipales de 2014, hors listes labellisées :
- Danièle Hérin, conseillère municipale de Carcassonne, et 5e ajointe au maire déléguée à l'enseignement supérieur, à l'innovation et au numérique[63]
- Pascale Luciani, conseillère municipale d'opposition de Saint-Maur-des-Fossés[NC 10],[64] Démissionnaire en juin 2015, Vice-présidente de Génération citoyens
- Jean-Luc Trotignon, conseiller municipal d'opposition de Rambouillet

### Organisation
Entre septembre 2014 et juin 2015, le parti est présidé par Jean-Marie Cavada, qui est assisté par cinq vice-présidents :
- Isabelle Bordry : entrepreneur et ancienne directrice générale de Yahoo! France. Démissionnaire en juin 2015, vice-présidente de Génération citoyens
- Eric Delannoy : cofondateur du cabinet de conseil Weave
- Thibaut Guilluy : entrepreneur social
- Thomas Houdaille : ancien directeur général de Beijaflore et secrétaire général du think tank EuropaNova, démissionnaire en novembre 2014.
- Denis Payre

Le comité directeur est composé du président, des cinq vice-présidents, de cinq délégués régionaux et trois représentants maximum du collège des élus, dont Pascale Luciani-Boyer, Franck Chauvet et Sabine Thillaye.
Les six membres fondateurs ont la capacité de destituer à tout moment et à leur majorité simple le président et les membres élus en assemblée générale.
En janvier 2016, Nous Citoyens décide d'élire son prochain président. Trois candidats se présentent : Nicolas Doucerain, Anne Lebreton et Gérard Touati. Nicolas Doucerain, entrepreneur et fondateur du mouvement « Entreprendre pour la France » est élu au premier tour, le 25 janvier, avec 59,5 %.
En avril 2016, Nous Citoyens est l'un des initiateurs de la « primaire des Français » (avec Bleu-Blanc-Zèbres, Cap21, Génération citoyens, le Pacte civique et la transition) destiné à porter à la présidence de la République un candidat issu de la société civile. Cette initiative prend fin à la suite du ralliement de Corinne Lepage et Jean-Marie Cavada à Emmanuel Macron sans préavis avec leurs partenaires.
Le 5 décembre 2016, à la suite de divergences de vue sur les suites à donner à mouvement, l'ensemble de la direction démissionne et une assemblée générale extraordinaire est annoncée afin de demander aux membres vers quelle orientation ils veulent voir évoluer Nous citoyens.
Le  20 décembre 2016 est annoncée par voie internet la décision de rester indépendant et de n'afficher aucun soutien aux prétendants à la candidature de la présidence de la République. Les soutiens à E. Macron et J.P. Gorges sont rejetés à 32,5 % et 15,1 % et à 52,4 % pour garder une indépendance.
À partir du 5 janvier 2017, dans l’attente de la désignation d’une nouvelle équipe par une assemblée générale, la gouvernance est assurée par une équipe de trois personnes : Marion Maxant, Frédéric Amblard et Bernard Chenevez[réf. nécessaire].
En 2019, le mouvement prend un autre tournant avec le retour de certains anciens membres dirigeants comme Alexia Germont et Franck Chauvet. Le 30 mars 2019, Alexia Germont est élue présidente et Georges Obninsky vice-président[réf. nécessaire].

### Soutiens
Les personnalités suivantes font partie du comité de soutien de Nous Citoyens :
- Éliette Abécassis, écrivain
- Jean-David Chamboredon, gérant du fonds d'investissement ISAI et initiateur du Mouvement des pigeons en 2012
- Pierre Thilloy, compositeur
- Kouider Oukbi, ancien champion du monde de muay-thaï
- Alain de Pouzilhac, publicitaire, ancien PDG de la Société de l'audiovisuel extérieur de la France et de TV5 Monde de 2008 à 2012
- Ryadh Sallem, champion handisport de natation, de basket et de rugby. Vice-président de l'Agence pour l'éducation par le sport
- Michel Godet, professeur de prospective au Conservatoire national des arts et métiers (CNAM)
- Marc Thiercelin, navigateur et skipper professionnel
- Boris Sanson, escrimeur français, sabreur, champion olympique par équipe aux Jeux de Pékin et kinésithérapeute